# گوشه‌گیر ریش‌سفید
گوشه‌گیر ریش‌سفید (نام علمی: Phaethornis hispidus) نام یک گونه از سرده گوشه‌گیرمرغ‌ها است.